# Nyköpingsån
Nyköpingsån er en å som hovedsageligt løber gennem Södermanland i det østlige Sverige, syd for Stockholm. Den er 157 km lang inklusive kildevandløb  og har et afvandingsområde på 3.632 km²..
 Middelvandføringen er 23 m3/s ved udmundingen. Åen har sit udspring i Närke og løber gennem søerne Tisaren, Sottern, Kolsnaren, Viren, Yngaren og Långhalsen og munder ved Nyköping ud i Østersøen. Andre større byer som åen passerer er Vingåker og Katrineholm. Nyköpingsåns største tilløb er Husbyån, som afvander Båven.
I den nedre del af åen er der fluefiskeri efter havørred og laks.
På nogle steder i og i närheden af Nyköping dannes fosser som egner sig for kano- og kajakrafting. 